# 凯比兰市 (比利兰省)
凯比兰市是菲律宾的一个城市, 位於比利兰省，屬於第四級行政區。

## 地理
根據菲律賓統計局資料，該市的土地面積為83.55平方（32.26平方英里），佔比利兰省總面積536.01-平方-（206.95-平方英里）的15.59%。

### 行政區劃
凯比兰下分為17個描籠涯四級行政區（相等於村）。「Ungale」、「Tuo」、「Inasuyan」三個行政區在1948年轉由卡瓦延（Kawayan）管轄。
| - Alegria - Asug - Bari-is - Binohangan - Cabibihan | - Kawayanon - Looc - Manlabang - Caulangohan (Marevil) | - Maurang - Palanay (Pob.) - Palengke (Pob.) - Tomalistis | - Union - Uson - Victory (Pob.) - Villa Vicenta (Mainit) |

### 氣候
根據柯本氣候分類法，凯比兰市被歸類於熱帶季風氣候，接近熱帶雨林氣候。凯比兰的氣候終年溫和，三月到五月是最熱的季節，平均高溫可達27°C。只有在冬季月份時，平均低溫可下探至17°C。。年間平均降雨量約4,165毫米，最高613毫米（12月），最低134毫米（5月）。

## 人口
截至2015年統計，該市人口為22,524，人口密度為290名居民每平方（750名居民每平方英里）。

## 外部連結
- BiliranIsland.com（页面存档备份，存于）
- Philippine Standard Geographic Code（页面存档备份，存于）
- 2000 Philippine Census Information（页面存档备份，存于）
- More photos and information on Caibiran, Biliran（页面存档备份，存于）

11°33′24″N 124°35′21″E / 11.55667°N 124.58917°E